# 世界豌豆射擊錦標賽
世界豌豆射击锦标赛（英語：World Pea Shooting Championships）是一个從1971年開始在英國劍橋郡伊利附近的域治咸村舉行的年度賽事。这个赛事最初由时任村学校校长的约翰 · I · 泰森（John I. Tyson）（1925－2002）提出，旨在為新建村公所募款。賽事入场费爲成人1英镑，儿童0.5英镑，同時儿童會被告诫注意安全。

## 歷史
村議會在2003年集資買下了泰森的盾牌用以刻每屆比賽冠軍的姓名。
比賽大部分參賽者為本地居民，也有小部分外國遊客以及來自附近米登霍爾皇家空軍基地和萊肯希思皇家空軍基地的美軍士兵參加。同時在當天村中也會舉辦義賣和遊園會。

## 近期賽事和獎項
1. ↑  . tech.ifeng.com.   [2017-01-05]. （原始内容存档于2017-01-05）.